# Balet na lyžích
Balet na lyžích je sport velice podobný krasobruslení. Sportovci provádějí kombinované otočky, skoky a salta. Sportovci mají na výkon dvě minuty za doprovodu hudby.
Balet na lyžích byl součástí profesionálních soutěží v akrobatickém lyžování v 70. a 80. letech 20. století a do roku 2000 byl oficiální FIS disciplínou. V 90. letech 20. století, ve snaze udělat z něj oficiální soutěžní lyžařskou disciplínu, začal být také znám jako acroski. Dnes už ovšem není součástí soutěžního akrobatického lyžování. V 80. letech 20. století byl na soutěžích i balet na lyžích v párech. Výkony se hodnotí podobně jako v krasobruslení.

## Významní sportovci

### Suzy Chaffee
Suzy Chaffee je brána jako zakladatelka tohoto sportu, někdy byla nazývána i královnou tohoto sportu. Díky tomu, že měla zkušenosti v tanci, krasobruslení a závodním lyžování, mohla tento sport založit, když ukončila svou sportovní kariéru kvůli zranění. Je také často známá pod přezdívkou Suzy Chapstick, kterou si vysloužila svou spoluprací s firmou ChapStick, která vyráběla balzámy na rty. 

### Genia Fuller
Genia Fuller byla v roce 1974 první na světě, které se podařilo vyhrát na freestyle šampionátu všechny čtyři disciplíny. Na rozdíl od většiny baletů na lyžích prováděla vše bez hůlek.

### Lane Spina
Lane Spina vyhrála medaile pokaždé, když byl balet na lyžích na olympiádě (tedy roku 1988 a 1992).

### Rune Kristiansen
Rune Kristiansen vyhrál zlatou medaili na freestyle šampionátu roku 1995 a následně vyhrál celkem 38 zlatých medailí na světových šampionátech.

### George Fuehrmeier
George Fuehrmeier soutěžil v baletu na lyžích roku 1985, ovšem slavný se stal hlavně, když po internetu kolovalo jeho video během zimních olympijských her 2018.

### Richard Schabl
Richard Schabl byl světovým šampionem v roce 1986. Za své kariéry vytvořil několik triků, díky kterým způsobil revoluci ve freestyle lyžování.

## Balet na lyžích na olympiádě
Balet na lyžích se objevil poprvé na olympiádě roku 1988 v Calgary, podruhé a naposled roku 1992 v Albertville. V obou případech byl na olympiádě pouze jako ukázkový sport.